# Chico Faria
Chico Faria (9. října 1949, Matosinhos - 16. června 2004) byl portugalský fotbalista, útočník. 

## Fotbalová kariéra
Portugalskou ligu hrál za Leixões SC, Sporting Lisabon a SC Braga, nastoupil ve 341 ligových utkáních a dal 84 ligových gólů. Se Sportingem Lisabon získal dva mistrovské tituly a třikrát vyhrál portugalský pohár. V Poháru mistrů evropských zemí nastoupil v 1 utkání, v Poháru vítězů pohárů nastoupil ve 12 utkáních a dal 1 gól a v Poháru UEFA nastoupil ve 12 utkáních a dal 2 góly. Za portugalskou reprezentaci nastoupil v letech 1972-1977 ve 4 utkáních a dal 1 gól. 

## Ligová bilance
| Ročník                        | Zápasy | Góly | Klub             |
| ----------------------------- | ------ | ---- | ---------------- |
| 1. portugalská liga 1967/1968 | 20     | 3    | Leixões SC       |
| 1. portugalská liga 1968/1969 | 24     | 5    | Sporting Lisabon |
| 1. portugalská liga 1969/1970 | 7      | 1    | Sporting Lisabon |
| 1. portugalská liga 1970/1971 | 14     | 2    | Sporting Lisabon |
| 1. portugalská liga 1971/1972 | 26     | 10   | Sporting Lisabon |
| 1. portugalská liga 1972/1973 | 24     | 5    | Sporting Lisabon |
| 1. portugalská liga 1973/1974 | 26     | 5    | Sporting Lisabon |
| 1. portugalská liga 1974/1975 | 19     | 5    | Sporting Lisabon |
| 1. portugalská liga 1975/1976 | 29     | 10   | Sporting Lisabon |
| 1. portugalská liga 1976/1977 | 29     | 5    | SC Braga         |
| 1. portugalská liga 1977/1978 | 25     | 4    | SC Braga         |
| 1. portugalská liga 1978/1979 | 13     | 6    | SC Braga         |
| 1. portugalská liga 1979/1980 | 26     | 10   | SC Braga         |
| 1. portugalská liga 1980/1981 | 29     | 5    | SC Braga         |
| 1. portugalská liga 1981/1982 | 27     | 6    | SC Braga         |
| 2. portugalská liga 1982/1983 | 23     | 1    | FC Penafiel      |
| 2. portugalská liga 1983/1984 | 13     | 0    | CS Marítimo      |
| CELKEM 1. portugalská liga    | 341    | 84   |                  |